# Miami
Miami (phát âm như "Mai-a-mi") là một thành phố ở tiểu bang Florida, Hoa Kỳ. Về địa giới hành chính, Miami thuộc quận Miami-Dade, và là thành phố lớn nhất vùng đô thị phía Nam Florida. Miami là quận lỵ của Quận Miami-Dade, và là thành phố lớn nhất của một vùng đô thị ở phía Nam Florida. Tên gọi của thành phố có nguồn gốc từ bộ tộc Miami, một bộ tộc bản địa từng có địa bàn rộng lớn ở miền Đông Hoa Kỳ nay đã không còn tồn tại. Miami ngày nay là nơi cư trú dành cho những người Mỹ gốc Cuba tị nạn.

## Kinh tế
Miami phát triển nhanh chóng đầu thế kỷ 20 nhờ các khu nghỉ mát và dịch vụ của nó. Du lịch đang là ngành mũi nhọn của thành phố với khoảng 10 triệu khách đến Quận Miami-Dade mỗi năm trong những năm gần đây. Nhiều tàu du lịch biển cập cảng thành phố khiến cho cảng này luôn tấp nập. Từ 1980, nhiều ngành kinh tế khác đa dạng hơn đã phát triển ở trong và xung quanh thành phố. Thương mại cũng là một ngành quan trọng khác của Miami do thành phố là cửa ngõ giữa Hoa Kỳ và các nước Trung Mỹ, vùng Caribe và Nam Mỹ. Ngành ngân hàng và tài chính quốc tế cũng đóng góp quan trọng vào nền kinh tế thành phố. Ngoài ra còn có các ngành công nghiệp nhẹ, quần áo. Dân số và kinh tế của thành phố đang không ngừng được kết nối với khu vực Mỹ Latinh. Kinh tế Miami cũng bị ảnh hưởng tiêu cực một phần bởi các dịch vụ bất hợp pháp hoặc bán hợp pháp từ các băng nhóm Mafia và xã hội đen. Chính các băng nhóm tội phạm ở trong thành phố đã trở thành cảm hứng cho sự ra đời dòng game hành động phiêu lưu thế giới mở Grand Theft Auto: Vice City nổi tiếng thập niên 2000.

## Giao thông
Sân bay quốc tế Miami là một trong những sân bay lớn của Hoa Kỳ. Miami cũng có hai đường cao tốc liên bang kết nối. Đường sắt Amtrak nối thành phố với Fort Lauderdale và Tây Palm Beach. Một hệ thống đường sắt nặng (heavy-rail transit system), với tên gọi Metrorail, chạy qua trung tâm Miami. Ngoài ra, còn có ba tuyến tàu điện trên cao (monorail) gọi là Metromover, chạy vòng quanh thành phố.

## Khí hậu
Khí hậu của thành phố này là khí hậu nhiệt đới gió mùa với mùa hạ nóng ẩm và mùa đông ấm và khô hơn, nhiệt độ trung bình cả năm 24 °C. Thành phố nằm dọc theo Đại Tây Dương và chính vị trí này khiến thành phố phải chịu những cơn bão nhiệt đới và dông tố.

## Thể thao
Hai đội thể thao chuyên nghiệp lớn nhất của thành phố Miami là đội bóng rổ Miami Heat và đội bóng bầu dục Miami Dolphins.